# 五角場 (聖彼得堡)

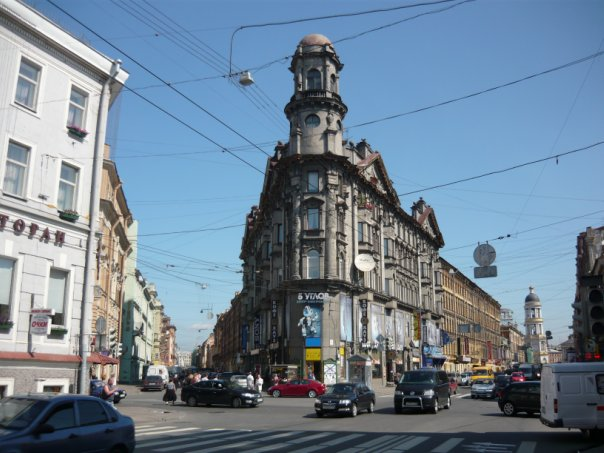
2009年

五角場（俄语：Пять углов）是俄羅斯第二大城市聖彼得堡的一個地名，分別由城郊大街、魯賓斯坦街、羅蒙諾索夫大街等四條街道交匯而成。